# Chlorocoma rhodocrossa
Chlorocoma rhodocrossa là một loài bướm đêm trong họ Geometridae.